# Kishi Joō
Kishi Joō (徽子女王?   También conocida como Yoshiko Joō 承香殿女御 o Saigū no Nyōgo 斎宮女御) (929-985) fue una poetisa waka japonesa de mediados del período Heian. Joō es solo una de las únicas cinco mujeres que forman parte de los Treinta y seis poetas inmortales.

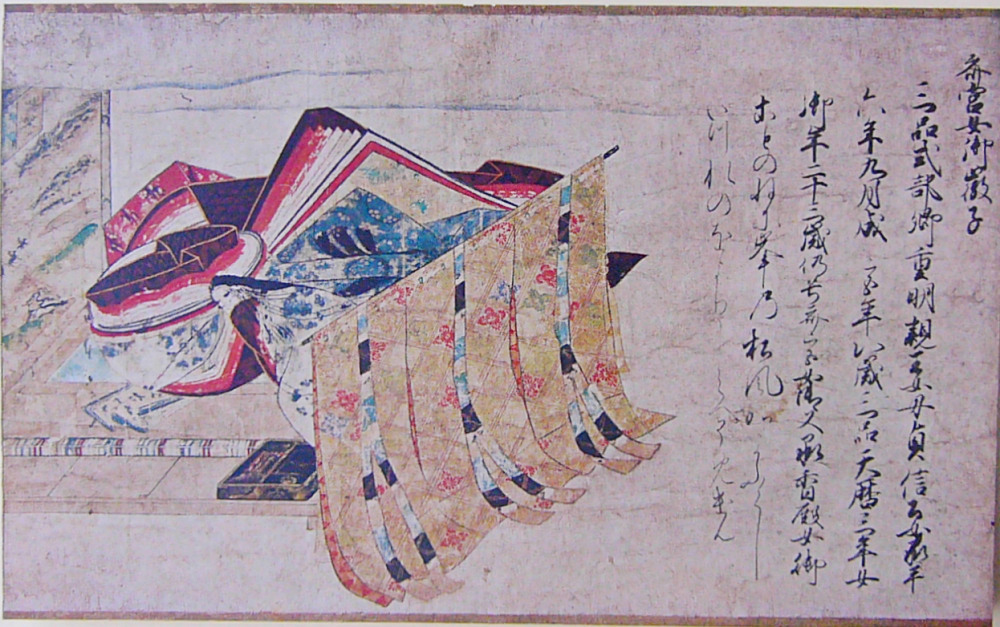
Kishi Joō, dibujo del.

Algunos de sus poemas se encuentran en la tercera antología japonesa imperial Shūi Wakashū (拾遺和歌集?), publicada en el 1006.
- Datos: Q1284275
- Multimedia: Princess Kishi / Q1284275